# Fisheries Research Services
Pour les articles homonymes, voir FRS.

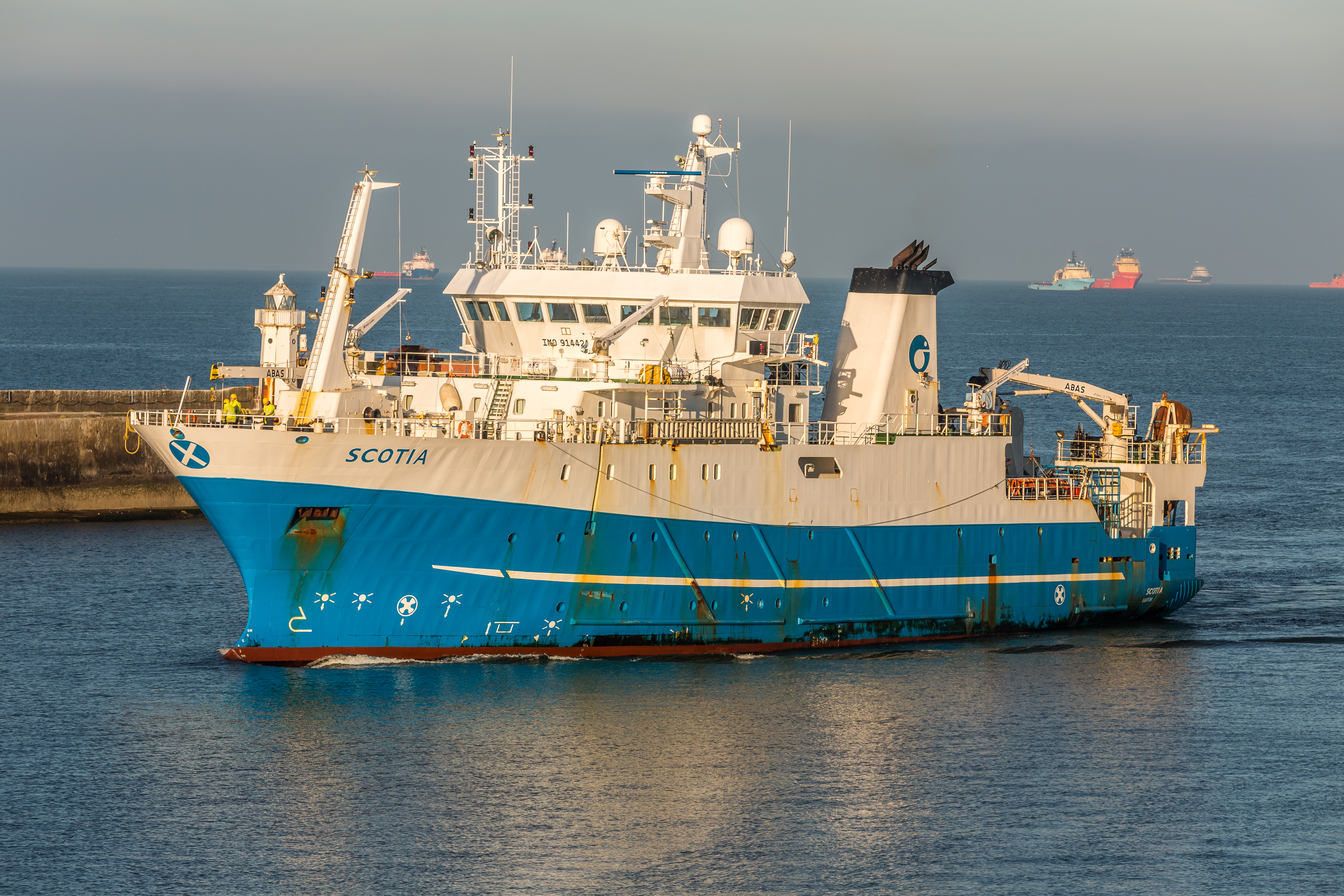
MRV Scotia à Aberdeen en 2015.

Fisheries Research Services (FRS) est une agence gouvernementale écossaise. Elle est responsable de la recherche scientifique et technique pour la pêche et l'aquaculture en milieu marin et en eau douce. Elle assure aussi la protection de l'environnement aquatique d'Écosse.
Le 1er avril 2009, Fisheries Research Services a fusionné avec la Scottish Fisheries Protection Agency (en) et la Scottish Government Marine Authority pour former Marine Scotland, qui est un service du gouvernement écossais.
À ces fins, l'organisme dispose de deux laboratoires de recherche : 
- Le laboratoire marin est basé à Victoria Road à Aberdeen,
- le laboratoire d'eau douce est basé à Pitlochry et à Perth and Kinross.

L'agence dispose de deux navires océanographiques : 
- le MRV Alba-Na-Mara [1],
- le MRV Scotia[2].